# 23. lipnja
23. lipnja (23. 6.) 174. je dan godine po gregorijanskom kalendaru (175. u prijestupnoj godini).
Do kraja godine ima još 191 dan.

## Događaji
- 1894. – U Parizu osnovan Međunarodni olimpijski odbor na inicijativu Pierrea de Coubertina
- 1910. – Prvi let u Hrvatskoj, avionom konstruktora Slavoljuba Penkale izveo je 22./23. lipnja pilot Dragutin Novak u Zagrebu
- 1960. – Eddie Cochran dva mjeseca nakon smrti ima svoj prvi jedini broj jedan na britanskim top ljestvicama "Three Steps to Heaven".
- 1961. – Na snagu stupa Ugovor o Antarktici, kojim 46 zemalja (uključujući SAD i SSSR) dijele Antarktiku na dijelove za znanstvena istraživanja tog kontinenta
- 1991. – izdana zapovijed o ustrojavanju 105. brigade HV, Bjelovar
- 1999. – lansiran Chandra (teleskop).
- 2007. – Za Crnu Goru je uveden predbroj +382 koji je zamijenio dotadašnji predbroj +381 jer je on bio predbroj za državnu zajednicu Srbiju i Crnu Goru, a nakon raspada te državne zajednice on je pripao Srbiji
- 2016. – U Ujedinjenom kraljevstvu održan referendum gdje se 51.9% glasača izjasnilo o izlasku svoj zemlje iz Europske unije, stoga je cijeli proces dobio naziv Brexit.

| - 1534. – Oda Nobunaga, japanski vladar († 1582.) - 1668. – Giambattista Vico, talijanski filozof, povjesničar i pravnik († 1744.) - 1810. – Fanny Elssler, austrijska balerina († 1884.) - 1859. – Alojz Knafelc, slovenski kartograf i planinar († 1937.) - 1875. – Carl Milles, švedski kipar († 1955.) - 1890. – Sofija Tajber, poljska katolička redovnica († 1963.) - 1899. – Gustav Krklec, hrvatski književnik († 1977.) - 1910. – Jean Anouilh, francuski književnik († 1987.) - 1922. – Ivica Kurtini, hrvatski vaterpolist († 1990.) - 1955. – Jean Tigana, francuski nogometaš i trener malijskog porijekla - 1957. – Igor Kordej, hrvatski crtač stripa, scenarist i ilustrator - 1960. – Berislav Rončević, hrvatski političar - 1962. – Chuck Billy, američki glazbenik - 1970. – Ljubo Pavasović Visković, hrvatski odvjetnik | - 79. – Vespazijan, rimski car (* 9.) - 679. – Eteldreda, opatica i svetica (* 636.) - 1222. – Konstanca Aragonska, ugarska kraljica (* 1179.) - 1537. – Pedro de Mendoza, španjolski konkvistador (* 1487.) - 1806. – Mathurin Jacques Brisson, francuski zoolog (* 1723.) - 1891. – Wilhelm Eduard Weber, njemački fizičar (* 1804.) - 1981. – Zarah Leander, švedska glumica i pjevačica (* 1907.) - 1995. – Jonas Salk, američki mikrobiolog (* 1914.) - 2006. – Aaron Spelling, američki producent, pisac i glumac (* 1923.) - 2006. – Damir Mejovšek, hrvatski dramski umjetnik (* 1933.) - 2011. – Peter Falk, američki glumac (* 1927.) - 2013. – Sharon Stouder, američka plivačica (* 1948.) - 2015. – Nirmala Joshi, indijska redovnica (* 1934.) |

## Blagdani i spomendani
- Ivanjski krijesovi